# Futbol a Ucraïna

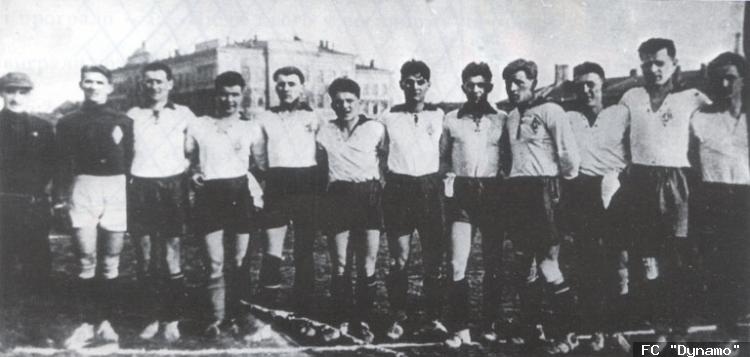
Dynamo Kyiv, 1929.

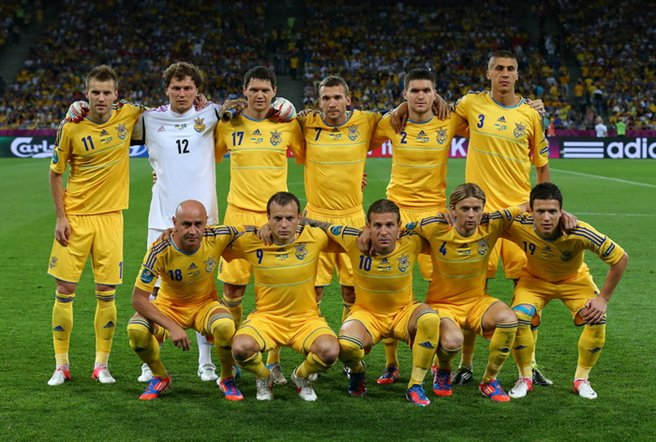
Selecció d'Ucraïna, 2012.

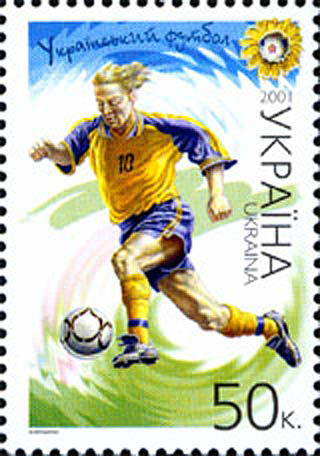
Segell de la selecció d'Ucraïna, 2001.

El futbol és l'esport més popular a Ucraïna. És governat per la Federació de Futbol d'Ucraïna, que fou creada el 1991.

## Història
A cavall de segle xix i segle xx, el territori d'Ucraïna era dividit entre l'Imperi Rus i l'Imperi Austrohongarès. El futbol fou introduït per mariners anglesos que arribaven a ciutats portuàries com Odessa. El primer club fundat al país fou el OBAK (Odessa's British Athletics Club) (fundat el 1878, compost únicament per ciutadans britànics).
Posteriorment es desenvolupà a la ciutat de Lviv, de majoria polonesa, on el 14 de juliol de 1894 es disputà el primer partit. El Sokoł Lwów (fundat el mateix any) derrotà un equip de Cracòvia per 1 a 0. Durant els primers anys de segle XX aparegueren clubs com Yuzovka Sports Society (1901, Donetsk), Lechia Lwów (1903), Czarni Lwów (1903), Pogoń Lwów (1904) i Sporting Klub Kharkiv (1910).
Després de la I Guerra Mundial el país resta dividit entre Polònia i la Unió Soviètica. Els clubs de Lviv destacaren a la lliga polonesa. A la zona soviètica l'equip de Kharkiv fou el més destacat al campionat regional durant els anys 1920s. Ja a la dècada de 1930 començà a destacar el FC Dynamo Kyiv, club que participà en el primer campionat soviètic el 1936. D'entre els clubs apareguts durant aquest període destacaren BRIT Iekaterinoslav (1918), Sismash Zaporizhzhja (1920), Metallist Mykolajiv (1920), Metalist Luhansk (1923), KhPZ Kharkiv (1925) o FC Dynamo Kyiv (1927).
Després de la II Guerra Mundial tota Ucraïna cau dins de la Unió Soviètica. El futbol ucraïnès destaca especialment a les dècades de 1970 i 1980. Pel que fa a clubs, el més destacat és el FC Dinamo de Kíev, que fou campió de la Recopa d'Europa de futbol de 1975 i 1986. El 2009 el FC Xakhtar Donetsk guanyà la Copa de la UEFA.

## Competicions
- Lliga ucraïnesa de futbol
- Copa ucraïnesa de futbol
- Supercopa ucraïnesa de futbol

## Principals clubs
- FC Dinamo de Kíev
- Shakhtar Donetsk
- Dniprò
- Zorya Luhansk
- Tavriya Simferopol
- Chornomorets Odesa
- Metalist Kharkiv
- Metalurh Donetsk
- Kryvbas Kryvyi Rih
- Vorskla Poltava
- Karpaty Lviv
- Arsenal Kyiv
- Metalurh Zaporizhya
- Nyva Vinnytsia

## Jugadors destacats
Font:
Des de 1920
- Ivan Privalov

Des de 1940
- Aleksandr Ponomarov

Des de 1950
- Iuri Voinov
- Oleh Makàrov

Des de 1960
- Valerij Porkujan
- Anatoli Bixovets
- Viktor Bannikov
- Valeriy Lobanovskyi
- Volodymyr Kaplychnyi
- Vasily Turyanchik
- Yuriy Istomin
- Andriy Biba
- Viktor Serebryanikov

Des de 1970
- Leonid Buryak
- Oleh Blokhin
- Yevhen Rudakov
- Viktor Kolotov
- Volodymyr Onyshchenko
- Volodímir Muntian
- Anatoliy Konkov
- Mykhaylo Fomenko
- Vitali Starukhin

Des de 1980
- Anatoli Demyanenko
- Henadi Lytovchencko
- Olexi Mykhailichenko
- Igor Belanov
- Volodymir Bezsonov
- Olexandr Zavarov
- Oleg Kuznetsov
- Sergei Baltacha
- Vassil Rats

Des de 1990
- Serhiy Youran
- Victor Onopko
- Oleh Protasov
- Andriy Schevchenko
- Serhiy Rebrov
- Oleh Lujni

Des de 2000
- Oleksandr Holovko
- Oleksandr Shovkovskiy
- Anatoli Timosxuk
- Artem Milevski
- Vladislav Vašćuk

Des de 2010
- Oleh Husyev
- Viatxeslav Xevtxuk
- Ievhèn Konoplianka

## Principals estadis

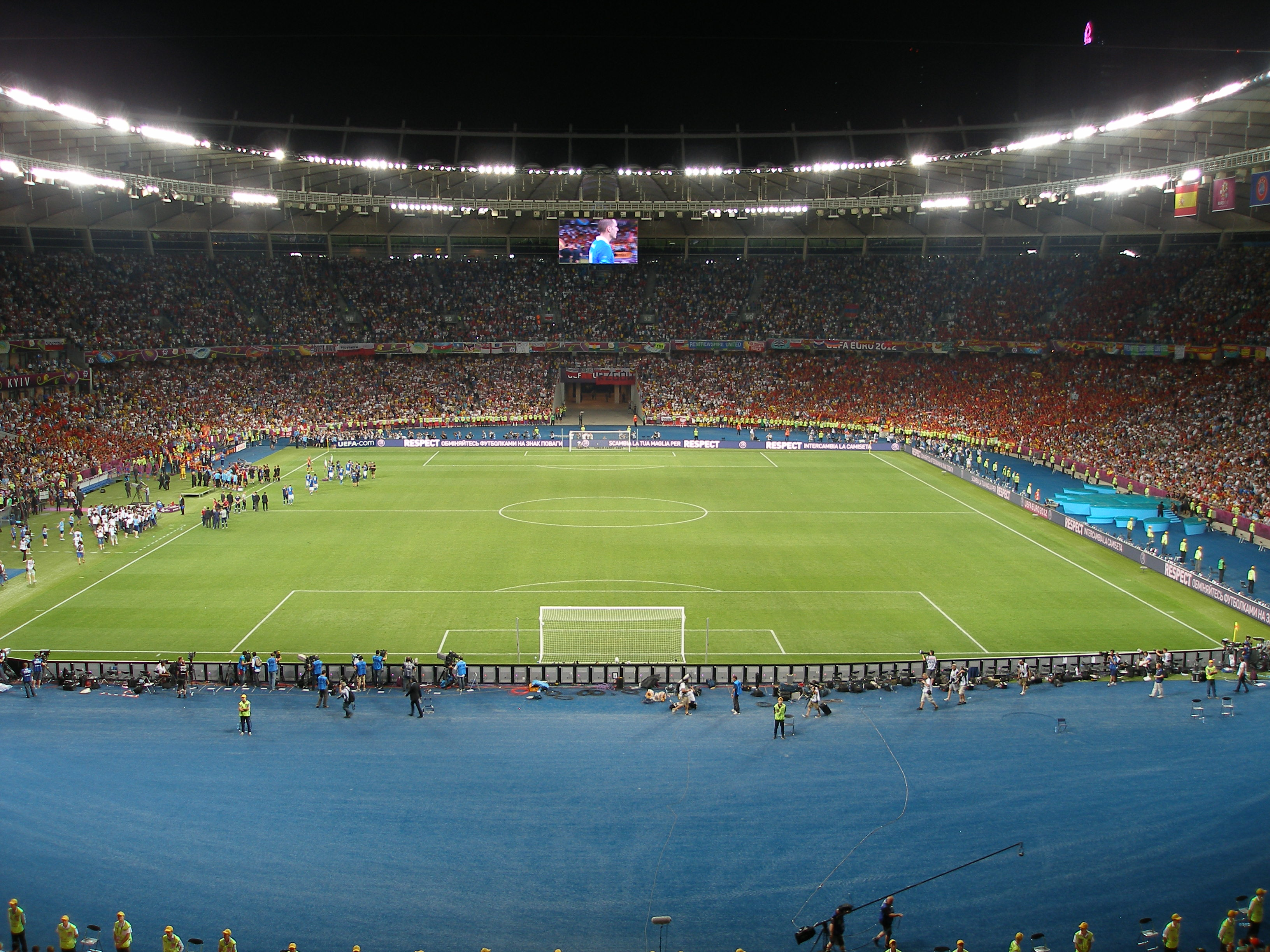
Final de l'Eurocopa 2012 a l'Estadi Olímpic de Kíev.

| # | Estadi                 | Capacitat | Ciutat     |
| - | ---------------------- | --------- | ---------- |
| 1 | Estadi Olímpic de Kíev | 70.050    | Kíev       |
| 2 | Donbass Arena          | 52.518    | Donetsk    |
| 3 | Estadi Metalist        | 40.003    | Khàrkiv    |
| 4 | Arena Lviv             | 34.915    | Lviv       |
| 5 | Estadi Chornomorets    | 34.164    | Odesa      |
| 6 | Estadi Shakhtar        | 31.718    | Donetsk    |
| 7 | Estadi Dnipro          | 31.003    | Dniprò     |
| 8 | Estadi Metalurh        | 29.872    | Kryvyi Rih |